# Avia B-634
L'Avia B-634 era un aereo da caccia monomotore, monoposto a velatura biplana sviluppato dall'azienda aeronautica cecoslovacca Avia negli anni trenta e rimasto allo stadio di prototipo.

## Storia del progetto
Il B-634 rappresenta l'ultima evoluzione in termini di sviluppo aerodinamico del progetto del caccia biplano monoposto B-34, e doveva essere annoverato tra i velivoli dalla linea più pulita che abbia mai volato nella sua categoria. Testato nel 1936, il B-634 era alimentato da un motore Hispano-Suiza 12Ycrs costruito e montato su licenza dall'Avia. L'armamento consisteva in un cannone Oerlikon FFS da 20 millimetri con caricatore da 20 colpi, due mitragliatrici Mod.30 da 7,7 millimetri installate nella copertura superiore della fusoliera.
Non c'era praticamente nessun componente in comune tra il B-634 e il B-534, da cui è stato tratto. In confronto con il suo predecessore, l'ala superiore del B-634 era caratterizzata da una maggiore corda mentre l'ala inferiore aveva una corda ridotta, le estremità alari erano state ridisegnate, gli alettoni erano più ampi, la separazione tra le ali ridotta (aumentando la strombatura dei montanti interpiano), lo sfalsamento era stato notevolmente aumentato, inoltre erano stati introdotti degli intagli sulle radici delle ali inferiori.

La curvatura del cofano motore e la cabina di pilotaggio erano state affinate; vennero adottate gambe del carrello a sbalzo mentre il serbatoio del radiatore era ben carenato fra le radici delle gambe del carrello. Nonostante una sostanziale riduzione della resistenza aerodinamica, le prestazioni offerte offrivano un miglioramento ritenuto insufficiente rispetto a quelle del B-534, per giustificare una produzione in serie; i risultati deludenti forniti dal B-634 erano dovuti principalmente ad un aumento considerevole del peso strutturale complessivo.